# Ascrib Islands
Ascrib Islands är öar i Storbritannien.   De ligger i kommunen Highland och riksdelen Skottland, i den nordvästra delen av landet, 800 km nordväst om huvudstaden London.